# 2000년 벤쿠버 국제 영화제
제19회 벤쿠버 국제 영화제는 2000년 9월 22일에 열린 시상식이다.

## 수상 및 후보

### 용호상
- Fa Talai Jone (Tears Of The Black Tiger) - 위시트 사사나티엥 수상

### 에어캐나다상
- 나의 아름다운 비밀 - 얀 흐르베이크 수상

### 페더럴익스프레스상
- Waydowntown - Gary Burns 수상

### 로저상
- Waydowntown - Gary Burns, James Martin 수상